# كوتروني
كوتروني (كوترونيلارو) هي بلدة وبلدية تابعة لمقاطعة كروتوني ، في قلورية، جنوب إيطاليا. إنها مسقط رأس جيوفاني تالاريكو، جد المغني أيروسميث ستيفن تيلور.
يعتمد اقتصاد كوتروني على إنتاج الزيت والنبيذ والحبوب والحمضيات وتربية المواشي المكثفة.

## روابط خارجية
- Official website